# José Varela
José Augusto Varela (Ceará-Mirim, 28 de novembro de 1896 — Ceará-Mirim, 14 de junho de 1976), também conhecido como Zé Varela, foi um político brasileiro. Exerceu o mandato de deputado federal constituinte pelo Rio Grande do Norte em 1946.